# Аричештиј-Рахтивани (Прахова)
Аричештиј-Рахтивани (рум. Ariceştii-Rahtivani) насеље је у Румунији у округу Прахова у општини Аричештиј-Рахтивани. Oпштина се налази на надморској висини од 238 m.

## Становништво
Према подацима из 2011. године у насељу је живело 8764 становника.